# Oncidium sotoanum
Oncidium sotoanum är en orkidéart som beskrevs av Rolando Jiménez Machorro och Eric Hágsater. Oncidium sotoanum ingår i släktet Oncidium och familjen orkidéer.

## Underarter
Arten delas in i följande underarter:
- O. s. papalosmum
- O. s. sotoanum